# Birmingham Botanic Garden, or Midland Floral Magazine
Birmingham Botanic Garden, or Midland Floral Magazine (abreviado Birmingham Bot. Gard.) fue una revista con ilustraciones y descripciones botánicas que fue editada en Londres en 1 volumen con 4 partes en el año 1836. Fue reemplazada por Floral Cabinet, and Magazine of Exotic Botany.